# Ida van Anhalt-Bernburg-Schaumburg-Hoym

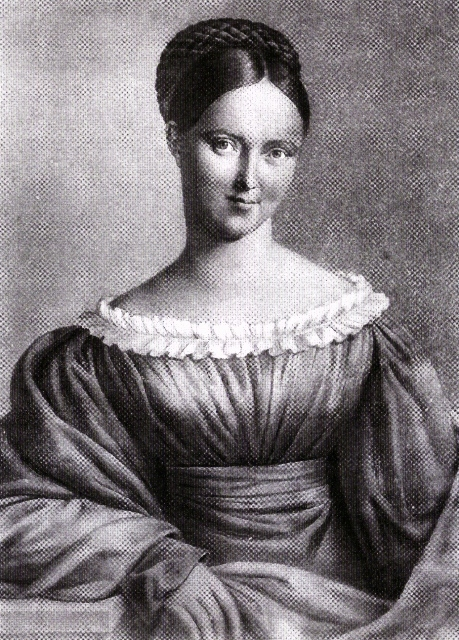
Ida van Anhalt-Bernburg-Schaumburg-Hoym

Ida van Anhalt-Bernburg-Schaumburg-Hoym (Schaumburg, 10 maart 1804 — Oldenburg, 31 maart 1828), Prinses van Anhalt-Bernburg(-Schaumburg)-Hoym, was de vierde dochter van vorst Victor II van Anhalt-Bernburg-Schaumburg-Hoym en Amalia van Nassau-Weilburg. 
Zij trouwde op 24 juni 1823 met August van Oldenburg, erfgroothertog van Oldenburg, een zoon van hertog Peter I Frederik Lodewijk en Frederika van Württemberg. Hij was even daarvoor weduwnaar geworden van Ida's zuster Adelheid, die na de geboorte van haar tweede dochter was overleden. 

August en Ida kregen één zoon:
- Nicolaas Frederik Peter (1827-1900), als Peter II groothertog van Oldenburg, huwde met Elisabeth van Saksen-Altenburg.

Ida overleed eveneens op het kraambed. Datzelfde was in 1817 overigens ook haar oudere zuster Hermine overkomen. August zou nog een derde keer trouwen met prinses Cecilia van Zweden. Ook zij zou ten gevolge van haar laatste bevalling overlijden.